# Cobades II
Siroe (també transcrit com Shīrūya, شیرویه), més conegut pel seu nom dinàstic de Cobades II (en persa: قباد, Qobād o Qabād), fou rei de l'Imperi Sassànida breument el 628. Era el fill de Còsroes II (590–628). Va esdevenir rei després d'organitzar un cop d'estat contra el seu pare.

## Biografia
Cobades II era el fill de Còsroes II, el rei sassànida, i Maria, filla de Maurici, l'emperador de l'Imperi Romà d'Orient. Cobades fou més tard empresonat pel seu pare que va voler assegurar la seva successió a favor del seu fill preferit Mardanshah, el fill de la seva muller favorita, Shirin. La reputació del seu pare havia estat arruïnada durant la guerra Sassànida-romana d'Orient de 602–628.
El 627, el general sassànida Rhahzadh fou mort i Dastgerd, la residència favorita del rei, hi havia estat saquejada per Heracli, qui avançava cap a Ctesifont. El 628, Cobades va ser alliberat per les famílies feudals sassànides, les quals incloien: el Ispahbudhan spahbed (cap d'exèrcit) Farrukh Hormizd i els seus dos fills Rostam Farrokhzad i Farrukhzad. Sarbar de la família Mihran o Mihrakan, la facció armenia representada per Varaz-Tirots Bagratuní II i finalment el Kanarang.
El febrer, Cobades, juntament amb Aspad Gushnap, va capturar Ctesifont i va empresonar a Còsroes II. Cobades II llavors es va proclamar rei de l'Imperi Sassànida el 25 de febrer, i va ordenar l'execució de tots els seus germans i germanastres, cosa que va incloure Mardanshah, el fill favorit de Còsroes II. Tres dies més tard, va ordenar a Mihr Hormozd l'execució del seu pare. Tanmateix, després de l'execució del seu pare, Cobades va fer matar Mihr Hormizd.
Amb l'acord dels nobles perses, Cobades va fer la pau amb els romans d'Orient liderats pel seu emperador Heracli, per la qual els romans d'Orient recuperaven tot els territoris perduts, s'alliberava als seus soldats presoners, i se'ls pagava una indemnització de guerra, juntament amb la Verdadera Creu i altres reliquies que va ser perdudes en la conquesta persa de Jerusalem el 614.
Cobades també va nomenar Varaz-Tirots Bagratuní II com marzban de l'Armènia persa, i va nomenar a Ishoyahb II com el nou patriarca de l'Església de l'Est. Cobades II va morir no gaire més tard de pesta després d'un regnat d'uns quants mesos, el 6 de setembre de 628. Va ser succeït pel seu fill de vuit anys Artaxerxes III.

## Matrimoni
Un passatge de la Crònica de Edessa identifica "Anzoy la Romana" com la muller de Kavadh II i mare d'Artaxerxes III. La dona era probablement una princesa cristiana de l'Imperi Romà d'Orient.

## En cultura popular
Siroe és el tema d'òperes d'un nombre de compositors que inclouen Pasquale Errichelli, Johann Adolph Hasse, Leonardo Vinci, Antonio Vivaldi i George Frideric Handel